# Seznam polských velvyslanců v Československu a České republice
Toto je seznam velvyslanců Polska v Československu a Česku.

## Seznam
- 1919 – Stanisław Patek
- 1919–1920 – Alfred Wysocki (chargé d’affaires)
- 1920–1922 – Erazm Piltz
- 1922–1923 – Leszek Malczewski (chargé d’affaires a.i.)
- 1923–1924 – Karol Bader (chargé d’affaires)
- 1924–1924 – Stanisław Hempel (chargé d’affaires)
- 1924–1927 – Zygmunt Lasocki
- 1927–1927 – Jan Karszo-Siedlewski (chargé d’affaires)
- 1927–1935 – Wacław Grzybowski
- 1935–1936 – Marian Chodacki (chargé d’affaires)
- 1936–1939 – Kazimierz Papée
- 1940–1941 – Aleksander Zawisza (chargé d’affaires)
- 1941–1941 – Kajetan Dzierżykraj-Morawski
- 1941–1944 – Adam Tarnowski
- 1944–1945 – Stanisław Baliński (chargé d’affaires)
- 1945–1947 – Stefan Wierbłowski
- 1947–1948 – Roman Adam Staniewicz (chargé d’affaires)
- 1948–1949 – Józef Olszewski
- 1949–1950 – Leonard Borkowicz
- 1950–1954 – Wiktor Grosz
- 1954–1957 – Adam Cuber
- 1957–1965 – Franciszek Mazur
- 1966–1971 – Włodzimierz Janiurek
- 1971–1975 – Lucjan Motyka
- 1975–1982 – Jan Mitręga
- 1982–1988 – Andrzej Jedynak
- 1988–1990 – Włodzimierz Mokrzyszczak
- 1990–1995 – Jacek Baluch
- 1995–2001 – Marek Pernal
- 2001–2005 – Andrzej Krawczyk
- 2005–2006 – Andrzej Załucki
- 2006–2007 – Stanisław Borek (chargé d’affaires)
- 2007–2012 – Jan Pastwa
- 2013–2017 – Grażyna Bernatowicz
- 2017–2018 – Jarosław Strejczek (chargé d’affaires)
- 2018–2020 – Barbara Ćwioro
- 2020–2021 – Antoni Wręga (chargé d’affaires)
- 2021–2022 – Mirosław Jasiński
- 2022 – Antoni Wręga (chargé d’affaires)
- od 2022 – Mateusz Gniazdowski